# Каньяда-дель-Ойо
Каньяда-дель-Ойо (ісп. Cañada del Hoyo) — муніципалітет в Іспанії, у складі автономної спільноти Кастилія-Ла-Манча, у провінції Куенка. Населення — 313 осіб (2010).
Муніципалітет розташований на відстані близько 160 км на схід від Мадрида, 23 км на південний схід від Куенки.

## Демографія
Динаміка населення (INE ):